# Gare de Lille-Porte-de-Douai
Pour les articles homonymes, voir Porte de Douai (Lille), Gare de la Porte et Porte de Douai - Jardin des Plantes (métro de Lille).
La gare de Lille-Porte-de-Douai est une gare ferroviaire française de la ligne de Fives à Abbeville, située sur le territoire de la ville de Lille, préfecture du département du Nord, en région Hauts-de-France.
Un point d'arrêt est mis en service en 1891 par la Compagnie des chemins de fer du Nord. C'est une halte de la Société nationale des chemins de fer français (SNCF), desservie par des trains TER Hauts-de-France.

## Situation ferroviaire
Établie à 22 mètres d'altitude, la gare de Lille-Porte-de-Douai est située au point kilométrique (PK) 4,371 de la ligne de Fives à Abbeville, entre les gares ouvertes aux voyageurs de Lille-Flandres et de Lille-CHR. C'est en direction de cette dernière que s'intercale la gare détruite de Lille-Sud.

## Histoire
Le point d'arrêt, pour trains légers, de Lille Porte-de-Douai, est créé et mis en service en 1891 par la Compagnie des chemins de fer du Nord.

## Service des voyageurs

### Accueil
Halte SNCF, c'est un point d'arrêt non géré (PANG) à entrée libre.
La traversée des voies et le passage d'un quai à l'autre se fait par les escaliers et en passant sous le pont ferroviaire de la rue du faubourg de Douai.
La gare est inaccessible aux personnes à mobilité réduite, qui doivent se rendre à Lille CHR ou Lille Flandres

### Desserte
Lille-Porte-de-Douai est desservie par des trains TER Hauts-de-France des lignes C50 et C51 qui effectuent des missions entre les gares de Lille-Flandres à Béthune ou Lens.

### Intermodalité
Le parking des véhicules est difficile dans les rues voisines. Un arrêt de bus du réseau Ilévia desservi par les lignes L1, 15, 67 et Z2 est situé à proximité immédiate de l'entrée de la halte, rue du faubourg de Douai.
La ligne 2 du métro dispose d'une station Porte de Douai - Jardin des Plantes, située à 800m de la gare.